# 1762

## Esdeveniments
- 4 de gener: El Regne de la Gran Bretanya declara la guerra a Espanya.
- 9 de març - Tolosa (Regne de França)ː Joan Calas és condemnat a mort acusat d'haver assassinat al seu fill.[1]
- 13 d'agost - L'Havana (Cuba): Victòria decisiva de l'exèrcit anglès a la Presa de l'Havana contra els espanyols.
- 15 de setembre - Saint John's (Terranova i Labrador) (Canadà): els francesos rendeixen la ciutat al perdre la batalla de Signal Hill a la Guerra Franco-Índia.
- 13 de novembre, Castell de Fontainebleau, Regne de França: Es signa el Tractat de Fontainebleau entre França i el Regne d'Espanya pel qual la primera cedeix la Louisiana a Espanya.

## Naixements
- 13 d'agost, Marcourt (principat de Lieja): Anne-Josèphe Théroigne de Méricourt, política i feminista avant la lettre (m. 1817).[2]
- 22 de setembre (d. de bateig) - Northamptonshire: Elizabeth Simcoe, il·lustradora i escriptora britànica del Canadà colonial (m. 1850).[3]
- Anton August Ferdinand Titz, violinista i compositor austríac.

## Necrològiques
- 25 d'abril: Mehmed Salih Efendi, Shaykh al-Islam de l'Imperi Otomà.
- 13 de juny: Quedlinburg, Dorothea Christiane Erxleben, metgessa alemanya, la primera dona a obtenir un doctorat en medicina a Alemanya.[4]
- 26 de juny, Leipzig: Luise Gottsched, escriptora, pionera del teatre alemany modern (n. 1713).[5]
- 21 d'agost, Thoresby, Nottingham: Mary Wortley Montagu, escriptora britànica (n. 1689).[6]